# Народна архітектура Карпат

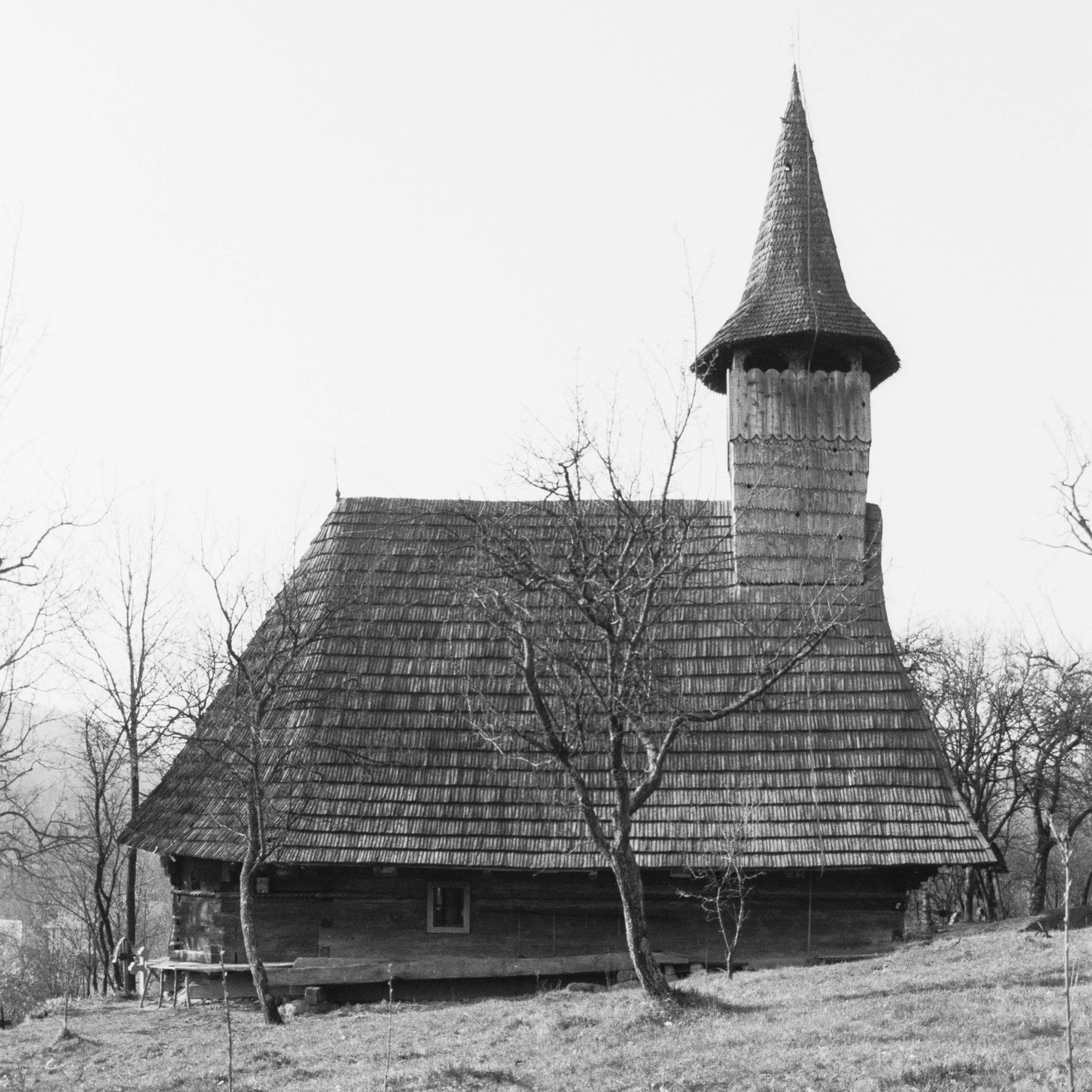
Церква Sârbi Susani, одна з дерев'яних церков Мармарощини.

Народна архітектура Карпат спирається на екологічні та культурні джерела для створення унікальних проектів.

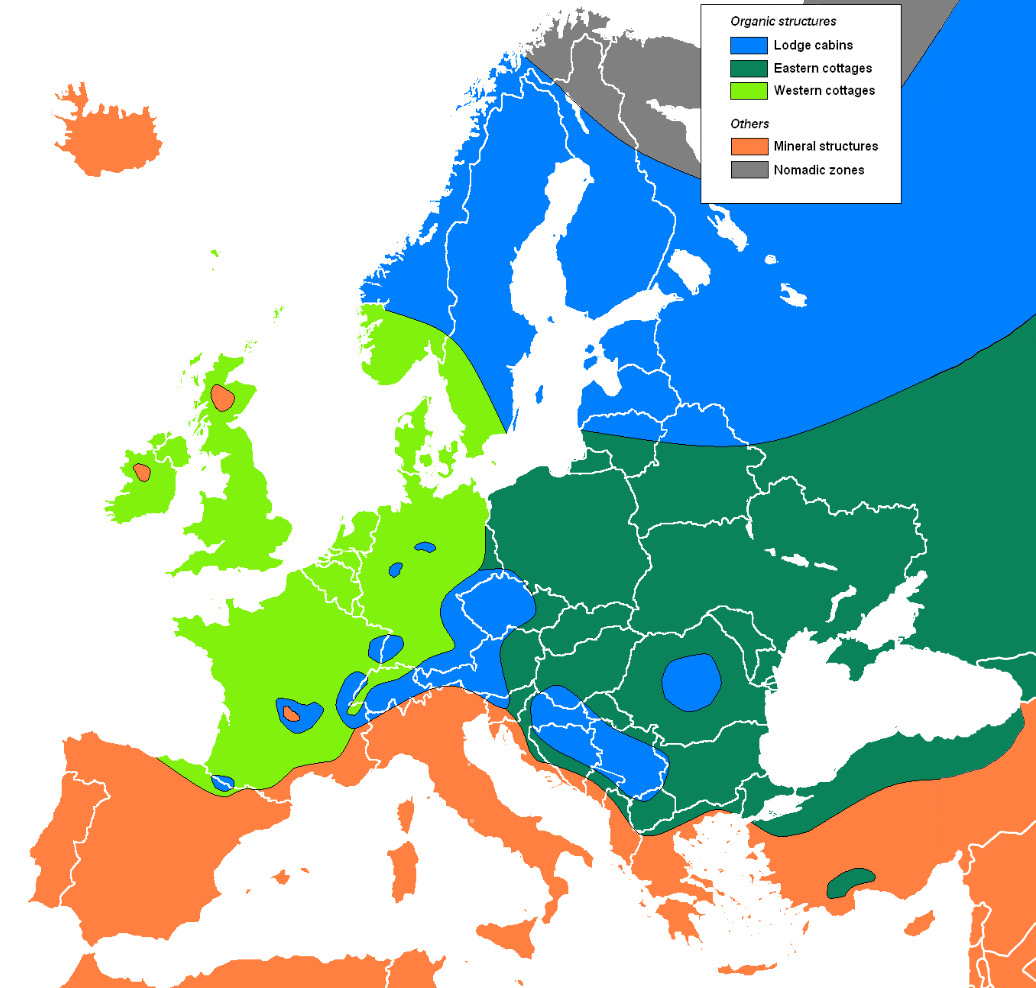
Карта типів будівель, що використовуються в європейських фермерських будинках

Народна архітектура — це непрофесійна, народна архітектура, в тому числі селянська. У Карпатах і навколишніх передгір'ях дерево і глина є основними традиційними будівельними матеріалами.

## Вплив культури і релігії

### Східне християнство

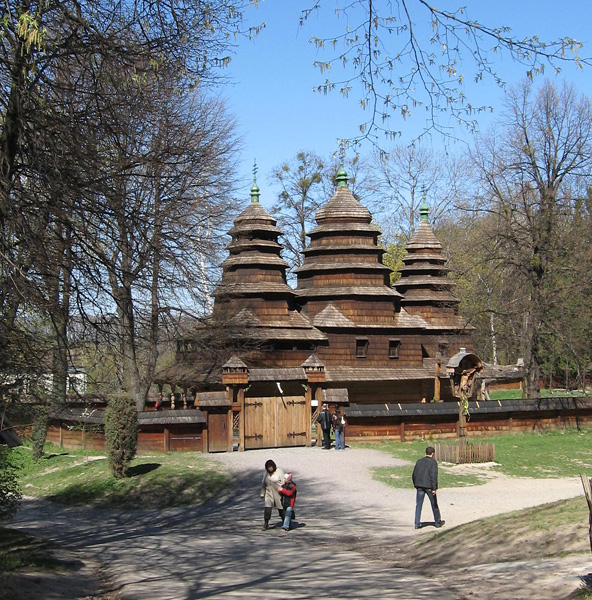
Церква з с.Кривка (нині експонується у Львівському музеї народної архітектури та культури у Львові, Україна) була родом із Самбірського району, на етнографічній території бойківського народу. Її тристороння, купольна та повністю дерев'яна конструкція є характерною для регіонального стилю.

Оскільки більшість українців, русинів і румунів є східними християнами, їхні будівельні технології традиційно включають релігійні особливості в будівлях, що відрізняються від західнохристиянських та єврейських сусідів.
По-перше, всі храми поділяються на три частини ( притвор, нава і вівтар ) і містять іконостас (стіну з іконами). Зовнішня форма часто хрестоподібна (у формі хреста), але завжди включає центральний купол і часто кілька інших куполів. Під час богослужіння парафіяни повернуті обличчям на схід, лавок немає.
Головні двері та вікна будинку виходять на південь (як у пасивних сонячних будівлях ), а ікони та інша релігійна атрибутика виставляється в спеціальному кутку ікон, зазвичай на східній стіні.

### Іудаїзм
Синагоги Східної та Центральної Європи відомі своєю унікальною повністю дерев'яною конструкцією.

## Матеріали і техніка

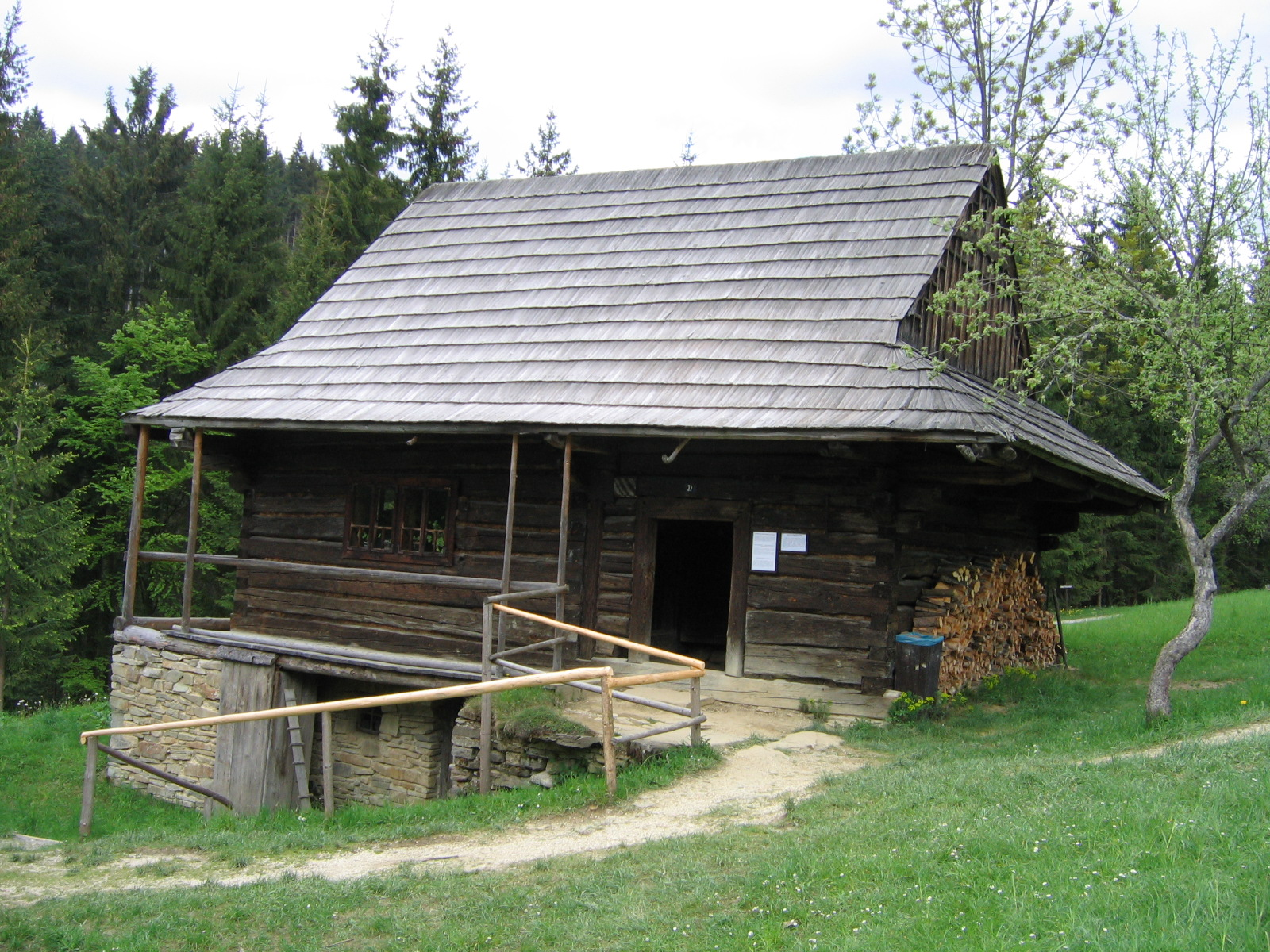
Зруб з музею під відкритим небом у Кисуцькому краї Словаччини. Цей передгірний регіон межує з двома підгір’ями Карпат: Кленовими горами на заході та Моравсько-Сілезькими Бескидами на півночі. Холодні сніжні зими та відносний достаток деревини сприяють використанню дерев'яних стін та дерев'яних зрубів у будівництві.

Деталі варіюються від місцевості до місцевості, але більшість будинків у цьому районі традиційно мали одноповерховий прямокутний план; одну або дві кімнати; центральний димар; двосхилий, чотирисхилий або вальмовий дах; і оштукатурені та побілені вапном стіни.
Використовувалися ті матеріали, які можна було знайти на місці, включаючи деревину (зазвичай дуб), глину, солому, польовий камінь, вапно та тваринний гній. Дахи в густо лісистих і горбистих районах зазвичай покривають дерев’яним ґонтом або черепицею, тоді як на більш рівних і відкритих ділянках традиційно використовують житню солому.
Наприкінці XIX століття переважали два типи будівництва — горизонтальне зрубне та каркасно-насипне. Стіни з колод були звичайними в районах, де була доступна деревина. У місцях з дуже бідною деревиною або з крайньою нестачею деревини також можна використовувати стовпи та підвіконня або плетіння та мазанки.
Для будівництва з горизонтальних колод колоди повинні бути надрізаними, щоб триматися разом. Проста сідлова виїмка є найпростішою і тому поширеною. Ластівчин хвіст використовують люди з великим досвідом роботи з деревом.

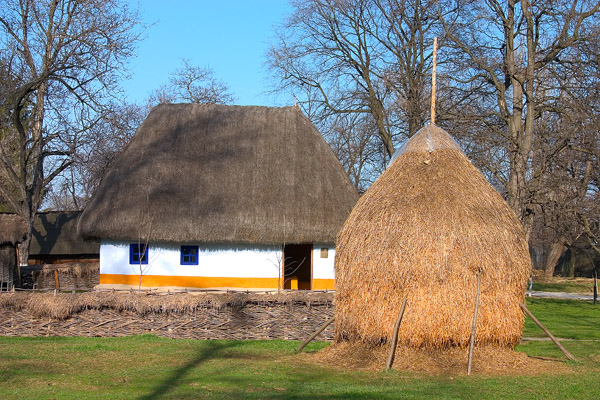
Будинок із солом’яним дахом і побіленими вапном стінами з Національного сільського музею Dimitrie Gusti в Бухаресті, Румунія. Використання штукатурки та соломи вказує на те, що будинок походить не з високогір'я власне Карпат, а з сусідньої долини чи рівнини.

Багато людей у цій місцевості штукатурять свої дерев’яні будинки всередині та зовні, щоб захистити від вологи, покращити ізоляцію, приховати недоліки в конструкції та для загального естетичного вигляду. Традиційна штукатурка виготовляється з глини, води, гною, соломи або полови. Можна нанести кілька шарів, щоб створити гладку поверхню, а потім покрити вапном і водою, щоб отримати приємний білий колір і захистити глину від дощу.
Солом'яні дахи є традиційними, але їхня популярність знижується вже більше століття, оскільки вони можуть становити небезпеку пожежі. Ґрунтові підлоги є звичайним явищем, і вони стають твердими шляхом миття сумішшю гною, хоча дерев’яні підлоги є кращими.
Зазвичай довга стіна будинку становить 26 футів (7,9 м) і 30 футів (9,1 м) і бічної стінки між 12 футів (3,7 м) і 17 футів (5,2 м). У центрі помешкання домінує традиційна глиняна піч.

## Світова спадщина
- Дерев'яні храми України
- Дерев'яні церкви Мармарощини
- Дерев'яні церкви на півдні Малої Польщі
- Дерев'яні церкви карпатського регіону Польщі і України
- Закопанський стиль архітектури